# イオン徳力店
イオン徳力店（イオンとくりきてん）は、福岡県北九州市に存在したイオングループの一企業であるイオン九州が運営していたGMS（総合スーパー）。

## 概要
- 店舗構造：地上3階、駐車場（1階店舗前、屋上）

1979年10月23日に「ニチイ徳力店」として開業。1979年10月に変更されたニチイの2代目ロゴマークを最初に店舗サインに使用した店舗である。
運営はマイカル九州が行っていたが、2007年8月21日よりマイカル九州を吸収合併したイオン九州が運営している。
2010年10月にイオングループが既存の「サティ」並びに「ジャスコ」の店舗ブランド名を順次「イオン」に統一することを発表し、イオン九州では2011年3月1日に同社が運営する「サティ」・「ジャスコ」のほとんどの店舗を一斉に「イオン」へ名称変更することを発表しており、当店は「徳力サティ」から「イオン徳力店」に名称変更した。
2017年2月1日に、店舗の老朽化などを理由に、同年8月31日をもって閉店することが発表された。九州内でイオンに転換した旧サティ店舗が閉店するのは（2016年に移転したイオン姶良店を除き）当店が初となる。
2017年8月31日19時を以て、ニチイ時代から通算37年間の営業を終えた。
建物は解体され、跡地はサンリブが借地して屋上駐車場付きの平屋の建物（2棟、延べ面積5,706m²、店舗面積3,713m²、屋上駐車場付き）を建設し、2019年に食品スーパー「マルショク新守恒店」を開業している。テナントとしてダイソー・ココカラファインが出店している。

## その他
- 近接するコナミスポーツクラブ徳力は、もともと旧マイカル系列のスイミングクラブ「ピープル」として開業。その後「XAX」（エグザス）、経営譲渡を経て現名称となった。イオン徳力店閉店後も営業を継続していたが、2024年1月31日に閉館した。

## 交通アクセス
- 北九州モノレール守恒駅　徒歩5分
- 西鉄バス北九州権現堂バス停　徒歩1分